# Al Jury
Al Jury (* im 20. Jahrhundert) ist ein ehemaliger US-amerikanischer Schiedsrichter im American Football, der von der Saison 1978 bis 2004 in der NFL tätig war. Den überwiegenden Teil seiner Karriere trug er die Uniform mit der Nummer 106.

## Karriere

### College Football
Vor dem Einstieg in die NFL arbeitete er ab 1972 als Schiedsrichter im College Football in der Pacific-8 Conference.

### National Football League
Jury begann im Jahr 1978 seine NFL-Laufbahn als Field Judge.
Er war insgesamt bei fünf Super Bowls im Einsatz – vier Mal als Field Judge, ein Mal als Back Judge: Beim Super Bowl XX im Jahr 1986 in der Crew unter der Leitung von Hauptschiedsrichter Red Cashion, beim Super Bowl XXII im Jahr 1988 unter der Leitung von Bob McElwee, beim Super Bowl XXIV im Jahr 1990 unter der Leitung von Dick Jorgensen, beim Super Bowl XXVIII im Jahr 1994 unter der Leitung von Bob McElwee und beim Super Bowl XXXIV im Jahr 2000. Zudem war er Back Judge im Pro Bowl 1984 in der Crew unter der Leitung von Hauptschiedsrichter Jerry Seeman.
Jury wurde im Jahr 2010 mit dem NFLRA Honoree Award und im Jahr 2013 mit dem Art McNally Award ausgezeichnet.